# Roberto Fortes
Roberto Duete Fortes (Luanda, 9 novembre 1984) è un ex cestista angolano.

## Carriera
Con l'Angola ha disputato due edizioni dei Campionati mondiali (2010, 2014) e due dei Campionati africani (2015, 2017).